# Algadefe
Algadefe es un municipio y villa española de la provincia de León, en la comunidad autónoma de Castilla y León. Cuenta con una población de 301 habitantes (INE 2024).

## Geografía

### Ubicación
Integrado en la comarca histórica de la Vega de Toral, en el sur de la provincia de León, se sitúa a 44 kilómetros de la capital provincial. El término municipal está atravesado por la Autovía Ruta de la Plata (A-66) y por la carretera nacional N-630, entre los pK 189 y 191. El relieve está definido por el límite oriental del páramo leonés y la vega del río Esla. La altitud oscila entre los 812 metros al oeste, ya en el páramo, y los 725 metros en la vega del Esla. El pueblo se alza a 732 metros sobre el nivel del mar. Su término municipal limita al norte con Toral de los Guzmanes, al sur con Villamandos, al este con Villaornate y Castro, y al oeste con Laguna de Negrillos.
| Noroeste: Laguna de Negrillos y Toral de los Guzmanes | Norte: Toral de los Guzmanes | Noreste: Villaornate y Castro y Toral de los Guzmanes |
| Oeste: Laguna de Negrillos                            |                              | Este: Villaornate y Castro                            |
| Suroeste Villamandos y Laguna de Negrillos            | Sur: Villamandos             | Sureste: Villamandos y Villaornate y Castro           |

### Orografía
Situado en la vega del Esla, el relieve del municipio es horizontal, tan solo interrumpido por cerros aislados; se distinguen dos unidades, la vega del Esla, totalmente horizontal y a un nivel más bajo y el Páramo, más elevado y algo más accidentado por los valles labrados por los arroyos que acaban desembocando en el río Esla. En el término municipal se encuentra el vértice geodésico de Moriscos, a una altitud de 810 m s. n. m.

### Hidrografía
Algadefe está bañada por el río Esla, el cual recorre el municipio de norte a sur. En él desembocan varios arroyos y ríos menores. Atraviesa a su vez el municipio el Canal del Esla, que posibilita el riego de la vega.

## Historia
El topónimo procede del árabe al-Qaḏḏāf (القذاف), que significa ‘las orillas’.
En un principio se llamó Alcatef y derivó en Algadefe con el paso de los siglos. Pero los primeros pobladores de lo que ahora es el término de Algadefe se estima se asentaron en el 3265 a. C., en el Calcolítico, tratándose de pastores nómadas que poblaban los tesos. 
También los restos arqueológicos han confirmado poblamientos en la Edad de Bronce, y sobre todo en el más característico de sus tesos; El Teso de La Mora, donde hubo un asentamiento celta del tipo Soto de Medinilla en la Edad de Hierro. Los tesos de Algadefe se yerguen entre el páramo bajo y la ribera del Esla presentando la mayor altitud del entorno, siendo lugares estratégicos, especialmente el Teso de la Mora con su forma de castro.
Tras la invasión musulmana de la Península en el 712 y la posterior reconquista, iniciada por el rey Pelayo, se forma en el sur de León un islote de población mozárabe procedente de las alcurnias andalusíes. Esta etapa es la más influyente en la historia del primer Algadefe pues conservó el nombre musulmán en un mar de nombres góticos, sin embargo no se conserva ningún resto arqueológico (que no genético) de aquella etapa. 
En el año 904 ya existía un monasterio prebenedictino dedicado a San Martín. Entrono al cenobio proliferaron casas de campesinos venidos de poblaciones cercanas como Santa Marina o Toral de los Guzmanes. En el año 910 comienza la repoblación del reino leonés, abatido demográficamente tras las guerras. Alfonso III hace de León la capital de reino y se refuerza la presencia real en las zonas rurales a través de cenobios con protección directa del rey. En el monacato leonés de los siglos IX y X se produce una benedictización que trae como consecuencia la absorción de pequeños conventos (como el de San Martín) por otras grandes órdenes en auge en aquel momento como los benedictinos representados en Algadefe por Santa Mª de Eslonza; al que se le entregan las ruinas del antiguo San Martín. El monasterio de Santa María de Algadefe será uno de los más importantes, ricos e influyentes de la época en la provincia de León, junto con otros de la misma orden, como en Ardón Santos Justo y Pastor y San Adrián en Audanzas del Valle. 
La administración del creciente Algadefe y Santa Marina fue mediante concejo que durante siglos dependió del monasterio de la orden de los benedictinos. Los fueros de algadefe y Santa Marina (1268) hablan de los tributos que estaban obligados a pagar los vecinos de Algadefe al monasterio de Eslonza. En el siglo XVI todavía se habla de la presencia de Santa Marina, pero con el paso del tiempo y las inundaciones el pueblo se terminó abandonando.
También existió una fortaleza de adobe con cubos y torre del homenaje perteneciente a Doña Urraca y de la cual solo queda un tapial.
Tuvo un importante molino harinero cerca de Villarrabines. Desde la segunda mitad del siglo XIX su término es irrigado por las aguas del Canal del Esla, en cuyo salto de Algadefe se instaló una fábrica de luz que ilumió a la comarca desde finales del siglo XIX.

## Demografía

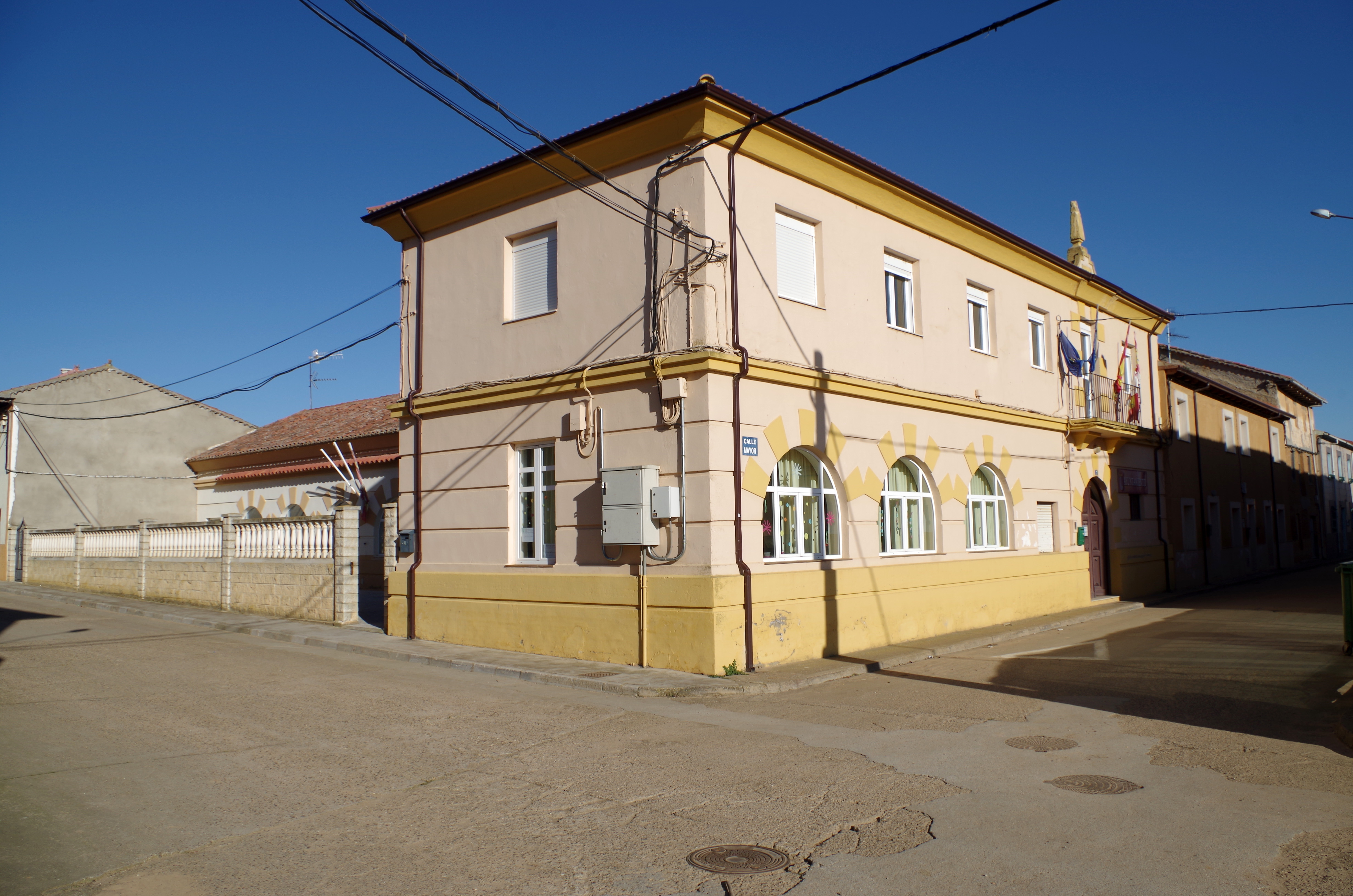
Casa consistorial

Cuenta con una población de 301 habitantes (INE 2024).
| Gráfica de evolución demográfica de Algadefe entre 1857 y 2021 |
| |
| Población de derecho según los censos de población del INE Población de hecho según los censos de población del INE Entre el censo de 1857 y el anterior aparece este municipio porque se segrega de Toral de los Guzmanes |

## Comunicaciones

### Carretera
El municipio se comunica por carretera mediante la N-630 y desde la apertura de la A-66, también mediante esta gracias al acceso que se encuentra en el vecino municipio de Toral de los Guzmanes.

## Cultura

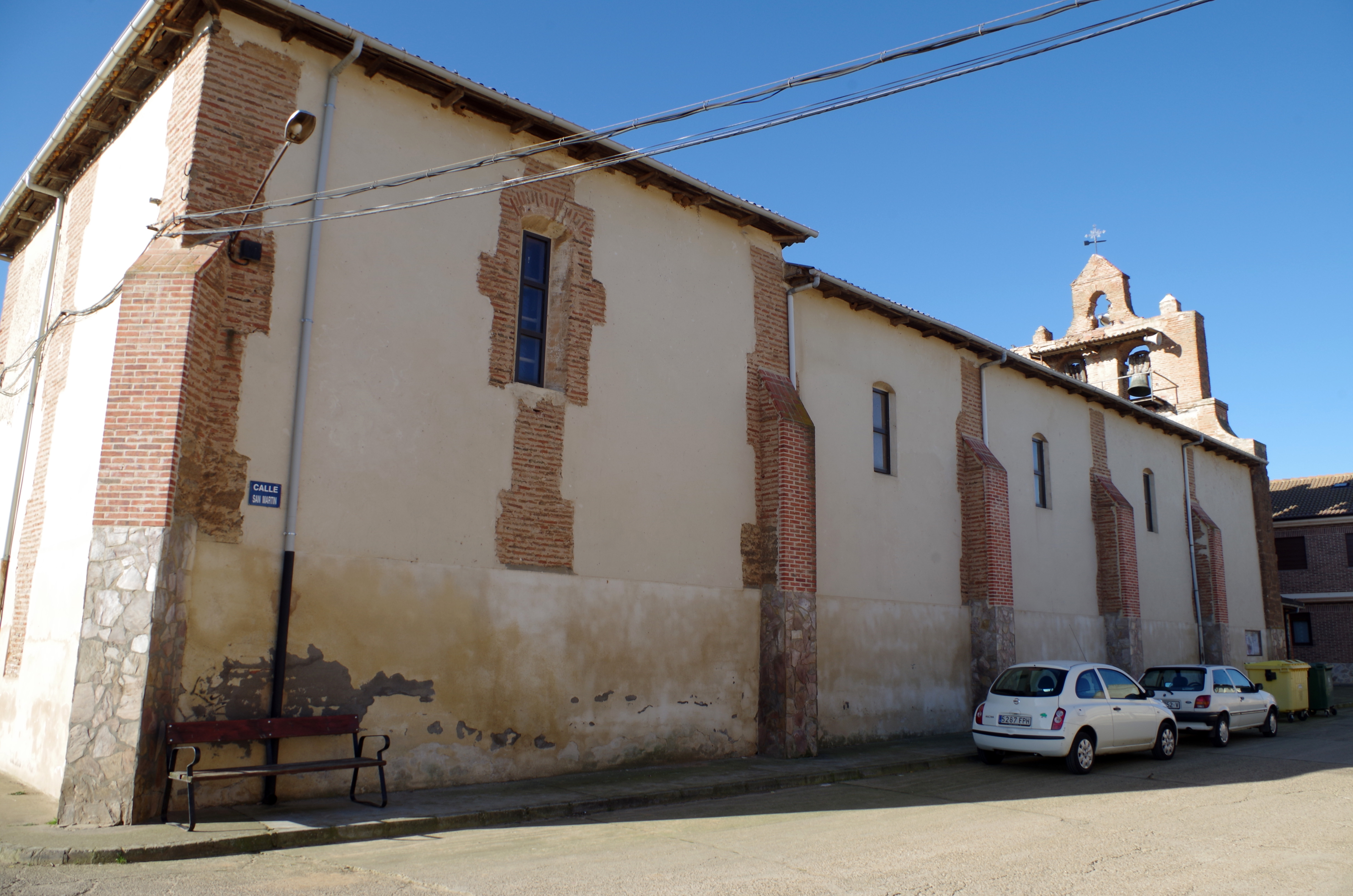
Iglesia de Santa María la Real

### Fiestas
- San Antonio Abad (17 de enero).
- Fiesta del verano (primer fin de semana de agosto).
- San Isidro (15 de mayo).
- Romería de la Santa Cruz (3 de mayo).